# Angus King
Pour les articles homonymes, voir King.
Angus Stanley King, Jr., né le 31 mars 1944 à Alexandria (Virginie), est un homme politique américain. Membre du Parti démocrate jusqu'en 1993, date à laquelle il change d'affiliation pour devenir politiquement indépendant, il est gouverneur du Maine de 1995 à 2003 et sénateur du Maine au Congrès des États-Unis depuis 2013. Il siège au sein du groupe démocrate au Sénat.

## Biographie
Angus King naît en Virginie mais passe l'essentiel de sa vie adulte dans le Maine. Il commence son activité professionnelle comme assistant du sénateur William Hathaway avant de pratiquer le droit à Brunswick. En 1989, il fonde la Northeast Energy Management Inc, qui intervient dans le secteur de l'énergie électrique.

### Gouverneur du Maine
En 1994, il est élu gouverneur du Maine en tant que candidat indépendant face à l'ancien gouverneur démocrate Joseph E. Brennan et à la candidate républicaine et future sénatrice de l'État Susan Collins. Il est réélu en 1998 avec 56 % des votes contre 19 au candidat républicain et 12 % au candidat démocrate.
Au cours de son mandat, il lance un programme visant à fournir à chaque adolescent de niveau collège un ordinateur MacBook. Cette initiative rencontre une vive opposition en raison de son coût, mais est finalement mise en place en septembre 2002 avant d'être poursuivie dans d'autres États des États-Unis. L'une des initiatives les plus controversées de King est une loi prise au nom de la protection de l'enfance visant à relever les empreintes digitales et à faire des recherches sur la vie passée de toutes les personnes travaillant dans les écoles. Fortement critiquée par les organisations syndicales, cette mesure entraîne la démission de 57 enseignants en guise de protestation.
À l'issue de son mandat, Angus King prend la route pendant six mois avec sa femme et ses deux enfants pour découvrir les États-Unis. À son retour, il s'implique dans une entreprise de production d'électricité éolienne.

### Sénateur des États-Unis
Le 5 mars 2012, King annonce sa candidature au Sénat des États-Unis pour le siège occupé par la républicaine Olympia Snowe. Le 6 novembre 2012, il est élu sénateur, battant à la fois le républicain Charlie Summers et la démocrate Cynthia Dill. Il prend ses fonctions le 3 janvier 2013.
Bien qu'élu en tant qu'indépendant, il rejoint le groupe démocrate du Sénat, à l'instar de Bernie Sanders ou Joseph Lieberman par le passé.
| Parti | Parti             | Candidat        | Voix    | %     |
| ----- | ----------------- | --------------- | ------- | ----- |
|       | Indépendant       | Angus King      | 370 580 | 52,90 |
|       | Parti républicain | Charlie Summers | 215 399 | 30,75 |
|       | Parti démocrate   | Cynthia Dill    | 92 900  | 13,26 |

| Parti | Parti             | Candidat        | Voix    | %    |
| ----- | ----------------- | --------------- | ------- | ---- |
|       | Indépendant       | Angus King      | 337 295 | 54,5 |
|       | Parti républicain | Eric Brakey     | 218 105 | 35,2 |
|       | Parti démocrate   | Zak Ringelstein | 64 064  | 10,3 |